# Berta Hohenstauf
Berta Hohenstauf (ur. 1116 † po 1148) – margrabina badeńska, tytularna margrabina Werony.
Berta była jedynym dzieckiem króla Konrada III i jego pierwszej żony Gertrudy von Comburg. Przed 1134 poślubiła margrabiego Hermana III Badeńskiego. Miała z nim syna Hermana IV. Została pochowana w klasztorze w Backnang.

## Literatura
- Gerhard Hartmann und Karl Rudolf Schnit, Die Kaiser-1200 Jahre europäische Geschichte. Genehmigte Lizenzausgabe für Verlagsgruppe Weltbild GmbH, Augsburg, 2003, ISBN 3-8289-0549-8